# Ski Classics 2018/2019
De Ski Classics 2018/2019 (officieel: Visma Ski Classics 2018/2019) ging van start op 30 november 2018 in het Italiaanse Livigno en eindigde op 13 april 2019 in het Finse Ylläs-Levi. Voor het eerst in de Ski Classics werd met de Engadin Skimarathon een wedstrijd in de vrije stijl georganiseerd.
De Ski Classics is een competitie van langlaufmarathons in de klassieke stijl in Europa. De langlaufer die aan het einde van het seizoen de meeste punten heeft verzameld, wint de Ski Classics. Het is editie 9 van deze competitie.

## Mannen

### Kalender
| #                                   | Datum                               | Plaats                              | Loop                                | Afstand                             | Eerste               | Tweede               | Derde                 |
| ----------------------------------- | ----------------------------------- | ----------------------------------- | ----------------------------------- | ----------------------------------- | -------------------- | -------------------- | --------------------- |
| 1.                                  | 30/11/2018                          | Livigno                             | Pro Team Tempo                      | 15 km klassieke stijl (ploegproef)  | Team Kaffebryggeriet | Lager 157 Ski Team   | Russian Marathon Team |
| 2.                                  | 02/12/2018                          | Livigno                             | Proloog                             | 28 km klassieke stijl (individueel) | Øystein Pettersen    | Morten Eide Pedersen | Simen Østensen        |
| Visma Alp Trophy                    |                                     |                                     |                                     |                                     |                      |                      |                       |
| 3.                                  | 12/01/2019                          | Seefeld                             | Kaiser-Maximilian-Lauf              | 60 40 km klassieke stijl            | Petter Eliassen      | Simen Østensen       | Morten Eide Pedersen  |
| 4.                                  | 19/01/2019                          | Zuoz                                | La Diagonela                        | 65 km klassieke stijl               | Andreas Nygaard      | Tord Asle Gjerdalen  | Oskar Kardin          |
| 5.                                  | 27/01/2019                          | Trentino                            | Marcialonga                         | 70 km klassieke stijl               | Petter Eliassen      | Andreas Nygaard      | Oskar Kardin          |
| 6.                                  | 02/02/2019                          | Toblach–Cortina                     | Toblach–Cortina                     | 42 km klassieke stijl               | Afgelast             | Afgelast             | Afgelast              |
| Eindklassement Visma Alp Trophy:    | Eindklassement Visma Alp Trophy:    | Eindklassement Visma Alp Trophy:    | Eindklassement Visma Alp Trophy:    | Eindklassement Visma Alp Trophy:    | Petter Eliassen      | Andreas Nygaard      | Tord Asle Gjerdalen   |
| 7.                                  | 10/02/2019                          | Bedrichov                           | Jizerská padesátka                  | 50 km klassieke stijl               | Andreas Nygaard      | Tord Asle Gjerdalen  | Ari Luusua            |
| Visma Nordic Trophy                 |                                     |                                     |                                     |                                     |                      |                      |                       |
| 8.                                  | 03/03/2019                          | Sälen-Mora                          | Wasaloop                            | 90 km klassieke stijl               | Tore Bjørseth Berdal | Stian Hoelgaard      | Torleif Syrstad       |
| 9.                                  | 10/03/2019                          | Maloja-S-chanf                      | Engadin Skimarathon                 | 42 km vrije stijl                   | Dario Cologna        | Jean-Marc Gaillard   | Anders Gløersen       |
| 10.                                 | 16/03/2019                          | Rena-Lillehammer                    | Birkebeinerrennet                   | 54 km klassieke stijl               | Petter Eliassen      | Andreas Nygaard      | Simen Østensen        |
| 11.                                 | 06/04/2019                          | Setermoen-Bardufoss                 | Reistadløpet                        | 50 km klassieke stijl               | Mikael Gunnulfsen    | Johan Hoel           | Erik Valnes           |
| 12.                                 | 13/04/2019                          | Ylläs-Levi                          | Ylläs-Levi                          | 70 km klassieke stijl               | Andreas Nygaard      | Øystein Pettersen    | Øyvind Moen Fjeld     |
| Eindklassement Visma Nordic Trophy: | Eindklassement Visma Nordic Trophy: | Eindklassement Visma Nordic Trophy: | Eindklassement Visma Nordic Trophy: | Eindklassement Visma Nordic Trophy: | Andreas Nygaard      | Tore Bjørseth Berdal | Stian Hoelgaard       |

### Eindstanden klassementen
| Algemeen | Algemeen              | Algemeen           | Algemeen |
| #        | Naam                  | Team               | Punten   |
| -------- | --------------------- | ------------------ | -------- |
| 1        | Andreas Nygaard       | Team Ragde Eiendom | 1.355    |
| 2        | Petter Eliassen       | Team BN Bank       | 1.158    |
| 3        | Tord Asle Gjerdalen   | Team Ragde Eiendom | 1.027    |
| 4        | Tore Bjørseth Berdal  | Team Koteng        | 974      |
| 5        | Morten Eide Pedersen  | Team BN Bank       | 895      |
| 6        | Øyvind Moen Fjeld     | Team Ragde Eiendom | 840      |
| 7        | Simen Østensen        | Team BN Bank       | 823      |
| 8        | Stian Hoelgaard       | Team Koteng        | 723      |
| 9        | Chris Andre Jespersen | Team Koteng        | 708      |
| 10       | Oskar Kardin          | Team Ragde Eiendom | 693      |

| Sprint | Sprint                | Sprint               | Sprint |
| #      | Naam                  | Team                 | Punten |
| ------ | --------------------- | -------------------- | ------ |
| 1      | Anton Karlsson        | Lager 157 Ski Team   | 267    |
| 2      | Andreas Nygaard       | Team Ragde Eiendom   | 213    |
| 3      | Stian Berg            | Team Kaffebryggeriet | 210    |
| 4      | Oskar Kardin          | Team Ragde Eiendom   | 186    |
| 5      | Olof Jonsson          | Team Ramudden        | 172    |
| 6      | Petter Eliassen       | Team BN Bank         | 151    |
| 7      | Morten Eide Pedersen  | Team BN Bank         | 133    |
| 8      | Emil Persson          | Lager 157 Ski Team   | 90     |
| 9      | Marcus Johansson      | Lager 157 Ski Team   | 72     |
| 10     | Chris Andre Jespersen | Team Koteng          | 54     |

| Klimmen | Klimmen               | Klimmen              | Klimmen |
| #       | Naam                  | Team                 | Punten  |
| ------- | --------------------- | -------------------- | ------- |
| 1       | Morten Eide Pedersen  | Team BN Bank         | 278     |
| 2       | Chris Andre Jespersen | Team Koteng          | 253     |
| 3       | Simen Østensen        | Team BN Bank         | 239     |
| 4       | Andreas Nygaard       | Team Ragde Eiendom   | 205     |
| 5       | Petter Eliassen       | Team BN Bank         | 183     |
| 6       | Alexis Jeannerod      | Ed System Bauer Team | 105     |
| 7       | Tore Bjørseth Berdal  | Team Koteng          | 68      |
| 8       | Oskar Kardin          | Team Ragde Eiendom   | 63      |
| 9       | Tord Asle Gjerdalen   | Team Ragde Eiendom   | 62      |
| 10      | Andreas Holmberg      | Lager 157 Ski Team   | 58      |

| Jeugd | Jeugd                | Jeugd                        | Jeugd  |
| #     | Naam                 | Team                         | Punten |
| ----- | -------------------- | ---------------------------- | ------ |
| 1     | Torleif Syrstad      | Team Koteng                  | 616    |
| 2     | Magnus Vesterheim    | Team Kaffebryggeriet         | 530    |
| 3     | Emil Persson         | Lager 157 Ski Team           | 475    |
| 4     | Joar Thele           | Team Ragde Eiendom           | 424    |
| 5     | Stian Berg           | Team Kaffebryggeriet         | 323    |
| 6     | Vinjar Skogsholm     | Team ParkettPartner Sjusjøen | 242    |
| 7     | Mikael Gunnulfsen    | Team Telemark                | 233    |
| 8     | Aleksandr Grebenko   | Russian Marathon Team        | 231    |
| 9     | Viktor Mäenpää       | Ski Team Mäenpää             | 197    |
| 10    | Runar Skaug Mathisen | Team Telemark                | 183    |

| Visma Alp Trophy | Visma Alp Trophy     | Visma Alp Trophy     | Visma Alp Trophy |
| #                | Naam                 | Team                 | Punten           |
| ---------------- | -------------------- | -------------------- | ---------------- |
| 1                | Petter Eliassen      | Team BN Bank         | 530              |
| 2                | Andreas Nygaard      | Team Ragde Eiendom   | 475              |
| 3                | Tord Asle Gjerdalen  | Team Ragde Eiendom   | 420              |
| 4                | Oskar Kardin         | Team Ragde Eiendom   | 372              |
| 5                | Anders Aukland       | Team Ragde Eiendom   | 310              |
| 6                | Morten Eide Pedersen | Team BN Bank         | 278              |
| 7                | Vetle Thyli          | Team Kaffebryggeriet | 275              |
| 8                | Ilja Tsjernoesov     | eD system Bauer Team | 274              |
| 9                | Tore Bjørseth Berdal | Team Koteng          | 261              |
| 10               | Andreas Holmberg     | Lager 157 Ski Team   | 254              |

| Visma Nordic Trophy | Visma Nordic Trophy   | Visma Nordic Trophy | Visma Nordic Trophy |
| #                   | Naam                  | Team                | Punten              |
| ------------------- | --------------------- | ------------------- | ------------------- |
| 1                   | Andreas Nygaard       | Team Ragde Eiendom  | 576                 |
| 2                   | Tore Bjørseth Berdal  | Team Koteng         | 476                 |
| 3                   | Stian Hoelgaard       | Team Koteng         | 439                 |
| 4                   | Petter Eliassen       | Team BN Bank        | 418                 |
| 5                   | Øyvind Moen Fjeld     | Team Ragde Eiendom  | 402                 |
| 6                   | Øystein Pettersen     | Team BN Bank        | 366                 |
| 7                   | Simen Østensen        | Team BN Bank        | 352                 |
| 8                   | Tord Asle Gjerdalen   | Team Ragde Eiendom  | 347                 |
| 9                   | Chris Andre Jespersen | Team Koteng         | 343                 |
| 10                  | Morten Eide Pedersen  | Team BN Bank        | 330                 |

## Vrouwen

### Kalender
| #                                   | Datum                               | Plaats                              | Loop                                | Afstand                             | Eerste                   | Tweede                   | Derde                    |
| ----------------------------------- | ----------------------------------- | ----------------------------------- | ----------------------------------- | ----------------------------------- | ------------------------ | ------------------------ | ------------------------ |
| 1.                                  | 30/11/2018                          | Livigno                             | Pro Team Tempo                      | 15 km klassieke stijl (ploegproef)  | Lager 157 Ski Team       | Team Koteng              | Ed System Bauer Team     |
| 2.                                  | 02/12/2018                          | Livigno                             | Proloog                             | 28 km klassieke stijl (individueel) | Britta Johansson Norgren | Astrid Øyre Slind        | Justyna Kowalczyk        |
| Visma Alp Trophy                    |                                     |                                     |                                     |                                     |                          |                          |                          |
| 3.                                  | 12/01/2019                          | Seefeld                             | Kaiser-Maximilian-Lauf              | 60 40 km klassieke stijl            | Britta Johansson Norgren | Astrid Øyre Slind        | Justyna Kowalczyk        |
| 4.                                  | 19/01/2019                          | Zuoz                                | La Diagonela                        | 65 km klassieke stijl               | Kateřina Smutná          | Kari Vikhagen Gjeitnes   | Britta Johansson Norgren |
| 5.                                  | 27/01/2019                          | Trentino                            | Marcialonga                         | 70 km klassieke stijl               | Britta Johansson Norgren | Lina Korsgren            | Astrid Øyre Slind        |
| 6.                                  | 02/02/2019                          | Toblach–Cortina                     | Toblach–Cortina                     | 42 km klassieke stijl               | Afgelast                 | Afgelast                 | Afgelast                 |
| Eindklassement Visma Alp Trophy:    | Eindklassement Visma Alp Trophy:    | Eindklassement Visma Alp Trophy:    | Eindklassement Visma Alp Trophy:    | Eindklassement Visma Alp Trophy:    | Britta Johansson Norgren | Astrid Øyre Slind        | Kateřina Smutná          |
| 7.                                  | 10/02/2019                          | Bedrichov                           | Jizerská padesátka                  | 50 km klassieke stijl               | Lina Korsgren            | Kateřina Smutná          | Britta Johansson Norgren |
| Visma Nordic Trophy                 |                                     |                                     |                                     |                                     |                          |                          |                          |
| 8.                                  | 03/03/2019                          | Sälen-Mora                          | Wasaloop                            | 90 km klassieke stijl               | Britta Johansson Norgren | Lina Korsgren            | Kateřina Smutná          |
| 9.                                  | 10/03/2019                          | Maloja-S-chanf                      | Engadin Skimarathon                 | 42 km vrije stijl                   | Nathalie von Siebenthal  | Astrid Øyre Slind        | Britta Johansson Norgren |
| 10.                                 | 16/03/2019                          | Rena-Lillehammer                    | Birkebeinerrennet                   | 54 km klassieke stijl               | Justyna Kowalczyk        | Britta Johansson Norgren | Astrid Øyre Slind        |
| 11.                                 | 06/04/2019                          | Setermoen-Bardufoss                 | Reistadløpet                        | 50 km klassieke stijl               | Astrid Øyre Slind        | Masako Ishida            | Anna Svendson            |
| 12.                                 | 13/04/2019                          | Ylläs-Levi                          | Ylläs-Levi                          | 70 km klassieke stijl               | Astrid Øyre Slind        | Lina Korsgren            | Britta Johansson Norgren |
| Eindklassement Visma Nordic Trophy: | Eindklassement Visma Nordic Trophy: | Eindklassement Visma Nordic Trophy: | Eindklassement Visma Nordic Trophy: | Eindklassement Visma Nordic Trophy: | Astrid Øyre Slind        | Britta Johansson Norgren | Lina Korsgren            |

### Eindstanden klassementen
| Algemeen | Algemeen                 | Algemeen                       | Algemeen |
| #        | Naam                     | Team                           | Punten   |
| -------- | ------------------------ | ------------------------------ | -------- |
| 1        | Britta Johansson Norgren | Lager 157 Ski Team             | 1.610    |
| 2        | Astrid Øyre Slind        | Team Koteng                    | 1.410    |
| 3        | Kateřina Smutná          | Ed System Bauer Team           | 1.310    |
| 4        | Lina Korsgren            | Team Ramudden                  | 1.267    |
| 5        | Kari Vikhagen Gjeitnes   | Team Ragde Eiendom             | 964      |
| 6        | Sofie Elebro             | Team Ragde Eiendom             | 790      |
| 7        | Heli Heiskanen           | Vltava Fund Ski Team           | 757      |
| 8        | Justyna Kowalczyk        | Team Trentino Robinson Trainer | 640      |
| 9        | Marie Renée Sørum Gangsø | Team Synnfjell                 | 623      |
| 10       | Elin Mohlin              | Lager 157 Ski Team             | 599      |

| Sprint | Sprint                   | Sprint                         | Sprint |
| #      | Naam                     | Team                           | Punten |
| ------ | ------------------------ | ------------------------------ | ------ |
| 1      | Britta Johansson Norgren | Lager 157 Ski Team             | 299    |
| 2      | Lina Korsgren            | Team Ramudden                  | 220    |
| 3      | Astrid Øyre Slind        | Team Koteng                    | 171    |
| 4      | Kateřina Smutná          | Ed System Bauer Team           | 86     |
| 5      | Justyna Kowalczyk        | Team Trentino Robinson Trainer | 32     |
| 6      | Adéla Boudíková          | Vltava Fund Ski Team           | 24     |
| 6      | Elisabeth Schicko        | Team Forever Nordic            | 24     |
| 6      | Masako Ishida            | Team Koteng                    | 24     |
| 9      | Anastasia Vlasova        | Russian Marathon Team          | 17     |
| 10     | Sofie Elebro             | Team Ragde Eiendom             | 9      |
| 10     | Kari Vikhagen Gjeitnes   | Team Ragde Eiendom             | 9      |
| 10     | Tiril Udnes Weng         | Team Koteng                    | 9      |

| Klimmen | Klimmen                  | Klimmen                        | Klimmen |
| #       | Naam                     | Team                           | Punten  |
| ------- | ------------------------ | ------------------------------ | ------- |
| 1       | Astrid Øyre Slind        | Team Koteng                    | 188     |
| 2       | Britta Johansson Norgren | Lager 157 Ski Team             | 173     |
| 3       | Kateřina Smutná          | Ed System Bauer Team           | 108     |
| 4       | Masako Ishida            | Team Koteng                    | 95      |
| 5       | Justyna Kowalczyk        | Team Trentino Robinson Trainer | 72      |
| 6       | Lina Korsgren            | Team Ramudden                  | 70      |
| 7       | Anne Kyllönen            | Ski Team Mäenpää               | 24      |
| 8       | Tiril Udnes Weng         | Team Koteng                    | 18      |
| 9       | Kari Vikhagen Gjeitnes   | Team Ragde Eiendom             | 17      |
| 10      | Adéla Boudíková          | Vltava Fund Ski Team           | 9       |
| 10      | Heli Heiskanen           | Vltava Fund Ski Team           | 9       |

| Jeugd | Jeugd                    | Jeugd                             | Jeugd  |
| #     | Naam                     | Team                              | Punten |
| ----- | ------------------------ | --------------------------------- | ------ |
| 1     | Sofie Elebro             | Team Ragde Eiendom                | 790    |
| 2     | Marie Renée Sørum Gangsø | Team Synnfjell                    | 623    |
| 3     | Julia Angelsiöö          | Team Serneke                      | 448    |
| 4     | Marie Kromer             | E-Libery Ski Team                 | 407    |
| 5     | Anikken Gjerde Alnæs     | Team Oslo Sportslager - Rustad IL | 367    |
| 6     | Andrea Klementová        | Vltava Fund Ski Team              | 331    |
| 7     | Rebecca Immonen          | Russian Winter Team               | 239    |
| 8     | Ida Dahl                 | Lager 157 Ski Team                | 238    |
| 9     | Anna Jensen              | Team Ntnui Sweco                  | 201    |
| 10    | Ann-Cathrin Uhl          | Team Forever Nordic               | 189    |

| Visma Alp Trophy | Visma Alp Trophy         | Visma Alp Trophy               | Visma Alp Trophy |
| #                | Naam                     | Team                           | Punten           |
| ---------------- | ------------------------ | ------------------------------ | ---------------- |
| 1                | Britta Johansson Norgren | Lager 157 Ski Team             | 550              |
| 2                | Astrid Øyre Slind        | Team Koteng                    | 450              |
| 2                | Kateřina Smutná          | Ed System Bauer Team           | 450              |
| 4                | Kari Vikhagen Gjeitnes   | Team Ragde Eiendom             | 405              |
| 5                | Lina Korsgren            | Team Ramudden                  | 390              |
| 6                | Sofie Elebro             | Team Ragde Eiendom             | 305              |
| 7                | Elin Mohlin              | Lager 157 Ski Team             | 285              |
| 8                | Justyna Kowalczyk        | Team Trentino Robinson Trainer | 270              |
| 9                | Heli Heiskanen           | Vltava Fund Ski Team           | 245              |
| 10               | Marie Renée Sørum Gangsø | Team Synnfjell                 | 192              |

| Visma Nordic Trophy | Visma Nordic Trophy      | Visma Nordic Trophy            | Visma Nordic Trophy |
| #                   | Naam                     | Team                           | Punten              |
| ------------------- | ------------------------ | ------------------------------ | ------------------- |
| 1                   | Astrid Øyre Slind        | Team Koteng                    | 655                 |
| 2                   | Britta Johansson Norgren | Lager 157 Ski Team             | 610                 |
| 3                   | Lina Korsgren            | Team Ramudden                  | 521                 |
| 4                   | Kateřina Smutná          | Ed System Bauer Team           | 495                 |
| 5                   | Kari Vikhagen Gjeitnes   | Team Ragde Eiendom             | 455                 |
| 6                   | Masako Ishida            | Team Koteng                    | 405                 |
| 7                   | Sofie Elebro             | Team Ragde Eiendom             | 365                 |
| 8                   | Justyna Kowalczyk        | Team Trentino Robinson Trainer | 295                 |
| 9                   | Heli Heiskanen           | Vltava Fund Ski Team           | 283                 |
| 10                  | Ida Dahl                 | Lager 157 Ski Team             | 238                 |

## Eindklassement Pro Team
| Pro Team | Pro Team             | Pro Team | Pro Team |
| #        | Team                 | Punten   |          |
| -------- | -------------------- | -------- | -------- |
| 1        | Team Koteng          | 1.770    |          |
| 2        | Team Ragde Eiendom   | 1.678    |          |
| 3        | Lager 157 Ski Team   | 1.620    |          |
| 4        | Team BN Bank         | 1.337    |          |
| 5        | eD system Bauer Team | 1.250    |          |
| 6        | Team Ramudden        | 905      |          |
| 7        | Team Kaffebryggeriet | 807      |          |
| 8        | Team Serneke         | 787      |          |
| 9        | Team ParkettPartner  | 777      |          |
| 10       | Vltava Fund Ski Team | 735      |          |

## Prijzengeld
In onderstaande tabel vindt u de verdeling van het prijzengeld:
| Positie              | Per marathon       | Per marathon   | Per marathon     | Klassement   | Klassement | Klassement   | Klassement   | Klassement  | Klassement    | Klassement  |
| Positie              | Pro Tour           | Pro Team Tempo | Skier of the Day | Algemeen     | Pro Team   | Sprint       | Klim         | Jeugd       | Nordic Trophy | Alp Trophy  |
| -------------------- | ------------------ | -------------- | ---------------- | ------------ | ---------- | ------------ | ------------ | ----------- | ------------- | ----------- |
| 1.                   |                    | € 5.000        | € 500            | € 31.000     | € 31.000   | € 7.500      | € 7.500      | € 2.500     | € 7.500       | € 7.500     |
| 2.                   |                    | € 3.000        | –                | € 14.000     | € 10.000   | € 2.000      | € 2.000      | –           | –             | –           |
| 3.                   |                    | € 1.000        | –                | € 8.000      | € 7.000    | € 1.000      | € 1.000      | –           | –             | –           |
| 4.                   |                    | –              | –                | € 5.000      | –          | –            | –            | –           | –             | –           |
| 5.                   |                    | –              | –                | € 2.000      | –          | –            | –            | –           | –             | –           |
| Totaal per wedstrijd | minimaal € 21.000  | € 9.000        | € 500            |              |            |              |              |             |               |             |
| Totaal per seizoen   | minimaal € 231.000 | € 9.000        | € 5.000          | 2 x € 60.000 | € 48.000   | 2 x € 10.500 | 2 x € 10.500 | 2 x € 2.500 | 2 x € 7.500   | 2 x € 7.500 |
| Totaal per seizoen   | minimaal € 231.000 | € 9.000        | € 250.000        |              |            |              |              |             |               |             |

## Uitzendrechten
- Alle landen: Visma Ski Classics PLAY
- Noorwegen: NRK